# The Unholy Trinity
The Unholy Trinity ist ein US-amerikanischer Spielfilm aus dem Jahr 2024 von Regisseur Richard Gray nach einem Drehbuch von Lea Zacharias mit Pierce Brosnan, Samuel L. Jackson, Veronica Ferres, Brandon Lessard und Q’orianka Kilcher. Premiere des Westerns war am 12. Oktober 2024 am Zurich Film Festival.

## Handlung
Im Wilden Westen der 1870er-Jahre wird Isaac Broadway gehängt. Vor seinem Tod bittet er seinen Sohn Henry, jenen Mann zu töten, der ihm ein Verbrechen angelastet hat, das er nicht begangen habe. Henry reist in der Folge in die Stadt Trinity, wo er einen Showdown zwischen Sheriff Gabriel und Revolverheld Christopher beobachtet.

## Produktion und Hintergrund
Der Film wurde von Amadeus Productions  produziert, Produzenten waren Richard Gray, Kellie Brooks, Colin Floom, Michele Gray, Jeanne Allgood Gaisford, Carter Boehm und Cameron Lessard, Koproduzenten Eric Belgau, Steve Jaggi und Kylie Pascoe und Executive Producer Lionel Hicks und Lee Matthews.
Die Dreharbeiten fanden unter dem Titel Unholy Trinity vom 9. Oktober bis zum 10. November 2023 im US-Bundesstaat Montana während des Streiks der SAG-AFTRA statt. Diese waren aufgrund einer von der SAG-AFTRA erlassenen Übergangsvereinbarung möglich. Gedreht wurde auf der Ranch in den Rocky Mountains im Paradise Valley, wo die Serie Yellowstone spielt.
Die Kamera führte Thomas Scott Stanton, die Musik schrieben Marco Beltrami und Tristan Beltrami, die Montage verantwortete Lee Smith und das Casting Elaine Grainger. Das Szenenbild gestaltete Tessla Hastings und das Kostümdesign Vicki Hales.
Veronica Ferres übernahm an der Seite von Pierce Brosnan als Sheriff Gabriel Dove die Rolle von dessen Ehefrau Sarah. Pierce Brosnan stand erstmals mit seinen Söhnen Dylan und Paris Brosnan vor der Kamera. Dylan Brosnan spielte einen Pastor, Paris den Sohn eines Rivalen von Gabriel Dove.

## Veröffentlichung
Premiere war am Zurich Film Festival, wo der Film am 12. Oktober 2024 als Gala-Premiere gezeigt wurde.
In den USA kam der Film am 13. Juni 2025 in die Kinos.

## Rezeption
Giancarlo Schwendener vergab auf outnow.ch 3,5 von 6 Sternen. Richard Gray sei ein bildintensiver Western gelungen, der von den drei Nebendarstellern Pierce Brosnan, Samuel L. Jackson und Veronica Ferres lebe. Brandon Lessard mache als Hauptdarsteller einen guten Job, komme aber gegen die anderen drei nicht an. Der Story und dem Drehbuch mangle es an Rhythmus.
Sarah Stutte bewertete den Film auf cineman.ch mit 2,5 von 5 Sternen. Der Neo-Western sei zwar schön anzusehen, erzählerisch und schauspielerisch lasse er aber einiges vermissen. Sie lobte die Optik, auch wenn ein wenig mehr Staub und Dreck dem realistischen Look gut getan hätte. Auch die Shoot-outs seien gelungen. Dafür sei die Story behäbig und relativ überraschungsarm. Zudem wirken die meisten Schauspieler wie Fremdkörper, die sich steif in ihren Rollen abmühen. Eine Ausnahme bildeten Pierce Brosnan und insbesondere Samuel L. Jackson, dessen Saint Christopher mit einer Mischung aus skrupelloser Manipulation und gewitzter Schlagfertigkeit unterhalte.